# Fronteira Bulgária–Grécia
A fronteira entre a Bulgária e a Grécia é um linha de 476 km de extensão, sentido oeste-leste, que separa o sul da Bulgária do nordeste da Grécia. No leste se inicia na tríplice fronteira Bulgária-Grécia-Macedônia do Norte e segue para o leste até outra fronteira tripla, dos dois países com a Turquia Europeia, por onde passa o rio Maritsa. Separa as chamadas periferias helênicas de Macedônia Central, Macedônia Oriental e Trácia dos distritos búlgaro de Blagoevgrad, Smolyan, Kurdzhali, Khaskovo,
As histórias recentes das duas nações marcaram essa fronteira:
- A história recente da Grécia vem desde o domínio pelo Império Otomano desde o século XV, que culmina com a independência em 1822. As guerras balcânicas ampliam o território grego em 1913, em especial na Trácia, para aproximadamente a condição atual.
- A Bulgária depois de pertencer, desde o século XIV, aos Otomanos e depois à Rússia obtém sua independência em 1908. Nas duas Grandes Guerras do século XX se alia à Alemanha e perde territórios para as nações vizinhas. A União Soviética invade o país em 1944 e a partir do ano seguinte fica sob influência Soviética até 1990.[1]